# Rogale (powiat szczycieński)
Rogale (niem. Rogallen, 1938–1945 Rogenau) – osada w Polsce położona w województwie warmińsko-mazurskim, w powiecie szczycieńskim, w gminie Dźwierzuty. W latach 1975–1998 miejscowość należała administracyjnie do województwa olsztyńskiego.

## Historia
Dawny majątek szlachecki należący do dóbr rańskich, od połowy XVIII w. funkcjonujący samodzielnie. W 1938 r. w ramach akcji germanizacyjnej zmieniono urzędowa nazwę miejscowości na Rogenau.

## Zabytki
- Dawny zespół dworsko-folwarczny, zachował się dwór (z drugiej połowy XIX w.) wraz z parkiem oraz podwórzem gospodarczym, spichlerzem i czworakami.
- Dawny cmentarz rodowy z kaplicą, znajdujący się za parkiem na wzgórzu.

Zobacz też: Rogale, Rogale Wielkie